# Бой у монастыря Секу
Бой у монастыря Секу (греч. Μάχη της Μονής Σέκκου) — последний бой между греческими революционерами Филики Этерия и войсками Османской империи на территории Валахии и Молдавии, состоявшийся в сентябре 1821 года, в начале Греческой национально-освободительной войны 1821—1829 годов.

## Предыстория
В 1814 году в Одессе было создано тайное революционное общество «Филики Этерия», с целью освобождения Греции от турецкого господства. В 1820 году общество возглавил Александр Ипсиланти, генерал-майор русской армии и бывший (1816—1817 годы) адъютант российского императора Александра I. В январе 1821 года было принято решение начать военные действия в придунайских княжествах, с целью продвижения на юг для организации восстаний в Греции и на Балканах. 21 февраля Василис Каравиас начал военные действия в Галаце. 22 февраля Ипсиланти подал в отставку из русской армии и с группой этеристов перешёл Прут. 14 марта император отрекся от Ипсиланти. 23 марта Ипсиланти вошёл в Плоешти и в тот же день был предан анафеме Константинопольским патриархом.
В конце марта, после разлада с вождем Валашского восстания Владимиреску и казнью последнего, этеристы отошли к Карпатам. 30 апреля турки, с согласия российского императора, ввели войска в Валахию, 2 мая взяли Галац и сожгли его. 6 июня повстанческая армия Ипсиланти была разбита у Драгошан, что практически положило конец планам этеристов в Валахии. Георгакис Олимпиос со своим отрядом сопроводил Ипсиланти до австрийской границы. 8 июня Ипсиланти, его братья и ещё несколько этеристов перешли границу, в надежде через Триест добраться до восставшей Греции, но были арестованы австрийцами и пробыли в заключении до 1827 года.
С уходом Ипсиланти повстанческая армия этеристов распалась.
Как писал греческий историк Филимон: «после сражений при Драгошанах и Скулени (Битва при Скулени) были ещё революционеры, но не стало революции».

## Георгакис Олимпиос
Олимпиос, греческий клефт горы Олимп, участник сербского восстания и русско-турецких войн, дослужившийся до звания полковника российской армии, попрощавшись с Ипсиланти, направился с отрядом в Кимбулуг, горную Валахию, где находилась его беременная жена сербиянка Чучук Стана, с двумя его малыми детьми и простился с ними в последний раз. Из Кимбулуга отряд Олимпиоса дошёл до монастыря Курте де Арджеши, где занял позиции Яннис Фармакис со своим отрядом. Военачальники объединили свои отряды и, видя что у военных действий в Валахии нет перспектив, приняли решение через Карпаты войти в Молдавию, перебраться в российскую Бессарабию и попытаться оттуда добраться до восставшей Греции.
Военачальники выступили, имея под своим командованием 800 повстанцев. Олимпиос заболел и его несли на носилках. Колонна на своём пути таяла по причине дезертирства и когда к концу августа дошла до монастыря Намцу насчитывала всего 350 бойцов. С приближением турецких войск 8 сентября 1821 года повстанцы перебрались в монастырь Секу, в 24 часах хода до города Яссы и расположенного в узком ущелье, окруженном лесистыми горами.

## Бой у монастыря Секу
Фармакис устроил засаду в получасе ходьбы до монастыря, когда турецкий авангард, насчитывающий 1500 солдат, под командованием Кючук Али, появился перед ним. Согласно австрийцу Вольфу, который сопровождал турок «эта банда, несмотря на наше превосходство, имела дерзость встретить авангард таким убийственным огнём, что вскоре около 200 турок были убиты». Турки отступили и три дня не предпринимали никаких атак. Даже с подходом основных сил, они предпочли выйти в тыл повстанцам по горным тропам «где их вёл местный Эфиальт».
Фармакис и его бойцы, обнаружив турок у себя в тылу, побежали к монастырю, но подошли к воротам одновременно с турками. Сам Фармакис с небольшим числом бойцов сумел войти в монастырь, но как писал Вольф «200 человек оторвались от тех что вошли в монастырь. Были конечно предприняты все возможные меры, чтобы выловить их, но они так быстро ушли в лес, что их преследователи не решились идти дальше и вечер был благоприятен для бунтарей».
Турки установили свои орудия и в течение 13 дней обстреливали монастырь. На 14-й день в 8:00, рота янычар в 100 человек ведомая знаменосцем ринулась в образовавшийся проём «но менее чем за час оставила перед проёмом 72 убитых…. Турки теперь убедились, что перед ними настоящие мужчины». Фармакис и Олимпиос отразили все атаки турок.
Подошёл Селих Паша ещё с 4 тысячами солдат. Но Селих Паша начал переговоры, при посредничестве Вольфа.
Вольф и Селих-Паша дали гарантии о свободном передвижении повстанцев до австрийской границы и Фармакис и большинство защитников сдались 23 сентября 1821 года. Олимпиос заявил что он останется в монастыре и умрёт здесь. За ним последовали 11 бойцов, забрав с собой бочку пороха и забаррикадировавшись на колокольне. Когда турки ворвались на монастырский двор и попытались забраться по лестнице наверх, защитники колокольни взорвали себя и атакующих.
Все сдавшиеся под гарантии турок и Вольфа были вырезаны.
Фармакис был доставлен в Константинополь, где после пыток был публично обезглавлен. Согласно Вольфу «после того как турки овладели монастырём, жертвами стали монахи, бояре, горожане и торговцы» и «Вся эта неуправляемая турецкая чернь двинулась на Браилу… и даже наши несчастные венгры-католики стали жертвами турецкого злодейства».

## НароднаяМуза
Бой и смерть Олимпиоса и Фармакиса были воспеты греческой народной музой. Тексты большинства песен дошли до наших дней, благодаря французскому историку и филологу Claude Charle Fauriel (1772—1844) и его сборнику греческих песен Discours Preliminaire (1824—1825).